# Giorgi Ketojev
Giorgi Ketojev (Ketyšvili) (* 19. listopadu 1985 Tbilisi, Sovětský svaz) je ruský zápasník volnostylař osetské národnosti, bronzový olympijský medailista z roku 2008. Od roku 2016 reprezentuje Arménii.

## Sportovní kariéra
Narodil se v Tbilisi do gruzínsko-osetské rodiny. Zápasit začal v 10 letech ve Vladikavkazu pod vedením Marika Tedejeva. Jeho rodina se přesunula do Severní Osetie po rozpadu Sovětského svazu. Část jeho rodiny se však později vrátila zpět do Tbilisi. Na turnajích se tak pravidelně potkával se svým mladším bratrem Lašou Ketyšvilim.
V roce 2007 se prosadil do ruské seniorské volnostylařské reprezentace vedené Džambolatem Tedejevem, kde ve střední váze do 84 kg nahradil Sadžida Sadžidova. V roce 2008 se bez potíží jako vyhlášený nejlepší volnostylař roku 2007 nominoval na olympijské hry v Pekingu. Jeho výkon na olympijských hrách však ovlivnilo předturnajové shazovaní váhy, se kterým měl dlouhodobé potíže. Vypjaté semifinále proti Gruzínci Revazi Mindorašvilimu nezvládl a nakonec bral bronzovou olympijskou medaili, když porazil dalšího Gruzínce startujícího v německých barvách Davita Bičinašviliho. Po olympijských hrách přešel do vyšší těžké váhy do 96 kg, ve které se v reprezentaci neprosazoval a v roce 2013 byl z reprezentace vyřazen. V roce 2014 ukončil sportovní kariéru.
V roce 2015 ohlásil návrat na žíněnku. Domluvil se s představiteli Arménie na spolupráci a v roce 2016 se kvalifikoval olympijské hry v Riu. Na olympijských hrách v Riu nepřešel pře úvodní kolo.

## Výsledky
| Olympijské hry     |    |   | —  |    |   |    | 3. |    |   |   | — |   |   |   | úč. |     |  |  |  |  |  |  |  |  |
| Mistrovství světa  | —  | — |    | —  | — | 1. |    | —  | — | — |   | — | — | — |     | 3.  |  |  |  |  |  |  |  |  |
| Evropské hry       |    |   |    |    |   |    |    |    |   |   |   |   |   |   | —   |     |  |  |  |  |  |  |  |  |
| Mistrovství Evropy | —  | — | —  | —  | — | 1. | 1. | 2. | — | — | — | — | — | — | —   | úč. |  |  |  |  |  |  |  |  |
| MS juniorů         | —  | — | —  | 1. |   |    |    |    |   |   |   |   |   |   |     |     |  |  |  |  |  |  |  |  |
| ME juniorů         | —  | — | 1. | —  |   |    |    |    |   |   |   |   |   |   |     |     |  |  |  |  |  |  |  |  |
| MS dorostenců      | —  |   |    |    |   |    |    |    |   |   |   |   |   |   |     |     |  |  |  |  |  |  |  |  |
| ME dorostenců      | 1. |   |    |    |   |    |    |    |   |   |   |   |   |   |     |     |  |  |  |  |  |  |  |  |